# Betula pubescens
Bouleau pubescent
Espèce
Classification APG III (2009)
Statut de conservation UICN

 LC  : Préoccupation mineure
Répartition géographique
Betula pubescens, connu sous le nom de Bouleau pubescent (Betula pubescens Ehrh., syn. B. alba L.), est une espèce de Bouleau largement répandu en Eurasie.
Les variétés de cette espèce ne sont ni forcément pubescentes ni forcément blanches.
Le Bouleau pubescent se trouve dans presque toute l’Europe et l'Asie du Nord. Plus hygrophile que le bouleau verruqueux, il pousse notamment dans les forêts humides et dans les tourbières. C'est un arbre au port élancé à croissance plus lente (10 m en 20 ans). Sa hauteur en général est de 10 à 15 m, parfois 20 m.

## Type de sol
Espèce héliophile; 
Humus: hydromoder à hydromor; sols pauvres en bases; pH acide.
Sols humides à gorgés d'eau, seulement mésophiles quand la plante est pionnière et en climat humide.
Caractère indicateur: acidiphile, mésohygrophile à hygrophile, héliophile.

## Reconnaissance
Tronc souvent un peu tordu, à écorce d'un blanc sale, ne devenant que rarement noire et fissurée au pied;
Jeunes rameaux dressés, pubescents, non verruqueux;
bourgeons petits, poilus;
Feuille alternes, plutôt losangiques, plus ou moins pubescentes, au moins dessous;
Chatons mâles sessiles, pendants, terminaux;
Chatons femelle petit (longs de 2-3cm), dressés puis pendants, subterminaux; lobes de l'écaille arrondis;
Cônes pendant (longs de 2-3cm) se désagrégeant sur l'arbre; fruits petits, à ailes larges.

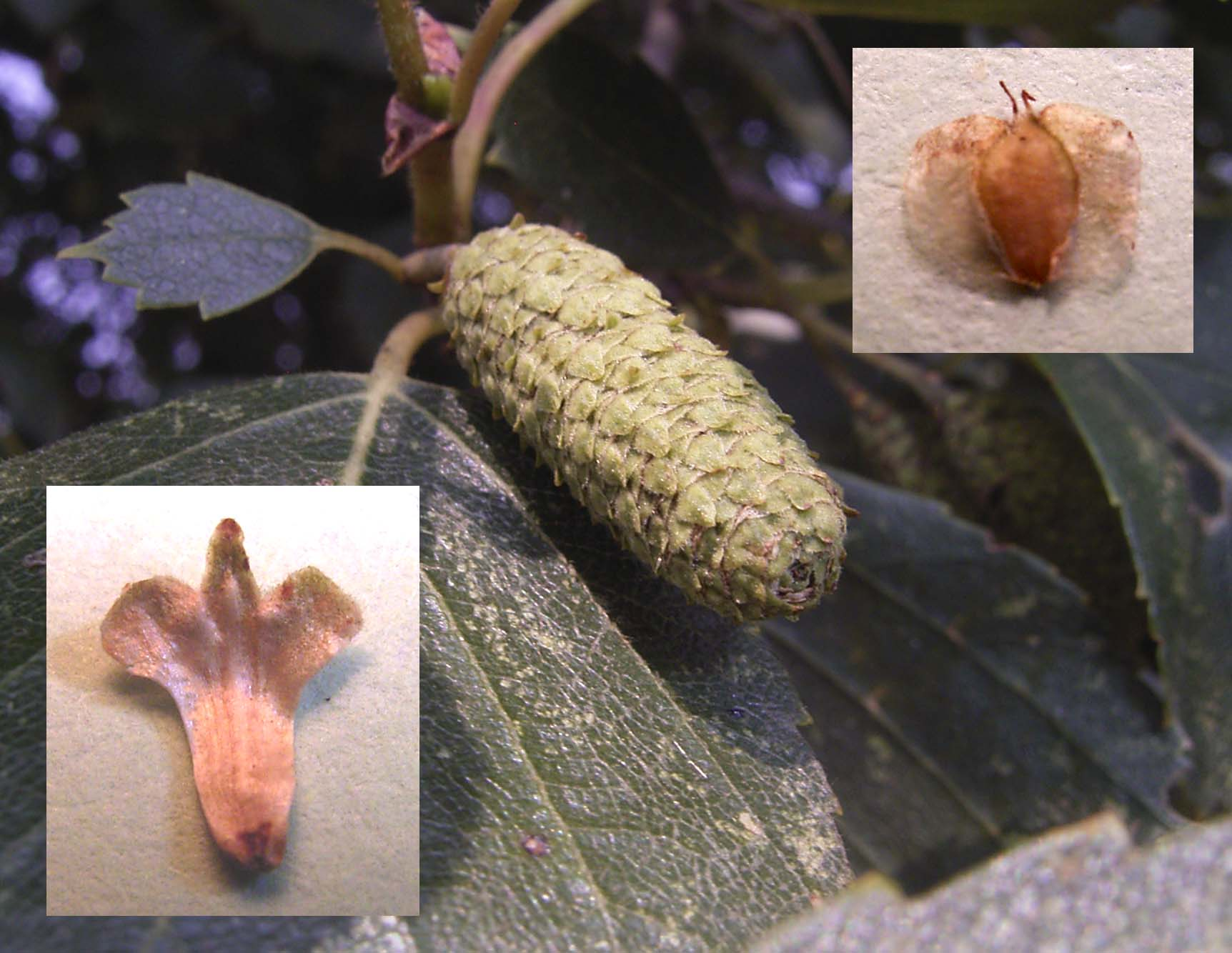
Infructescence du bouleau pubescent (Betula pubescens), écailles de fruits (en bas à gauche) et fruits ailés (en haut à droite).

## Liste des variétés
- subsp. pubescens – Surtout en plaine jusqu’à environ 70° N. en Finlande et en Russie.
- subsp. carpatica (Willd.) Asch. & Graebn. – Europe arctique et montagne d’Europe moyenne, des Pyrénées aux Carpates.
- subsp. celtiberica (Rothm. & Vasc.) Rivas Mart. – Endémique des montagnes du nord et du centre de l’Espagne et du nord du Portugal.
- subsp. tortuosa (Ledeb.) Nyman – Europe arctique, montagnes de Scandinavie et Islande.

### Liste censément exhaustive
Selon World Checklist of Selected Plant Families (WCSP) (1 mai 2012) :
- Betula pubescens var. glabrata Wahlenb. (1814)
- Betula pubescens var. golitsinii (V.N.Vassil.) Tzvelev (2002)
- Betula pubescens var. pubescens
- Betula pubescens var. pumila (L.) Govaerts (1996)
- Betula pubescens nothovar. kusmisscheffii (Regel) Gürke

### Liste potentiellement non exhaustive
Selon NCBI (1 mai 2012) :
- sous-espèce Betula pubescens subsp. tortuosa